# Histoire du safran
Vous lisez un « bon article » labellisé en 2009.

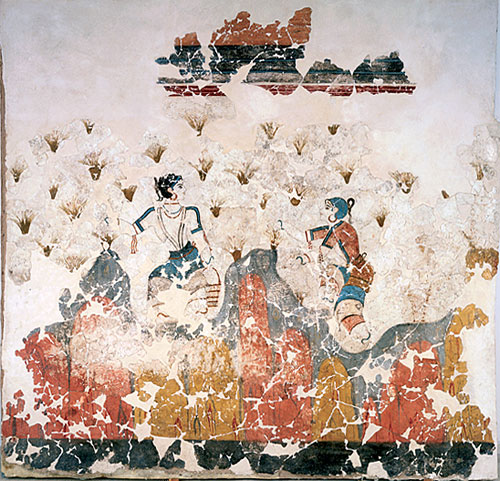
Des fleurs de safran, représentées par de petites touffes rouges, sont cueillies par deux femmes sur une fresque minoenne incomplète découverte dans les fouilles d'Akrotiri sur l'île égéenne de Santorin.

L’histoire du safran, dans sa culture et son usage, remonte à plus de 3 500 ans, et traverse plusieurs cultures, continents et civilisations. Le safran, une épice issue des stigmates séchés de fleurs de safran (Crocus sativus), fait partie des substances les plus chères du monde de toute l'Histoire. Avec son goût amer, son odeur proche du foin et ses tons légèrement métallisés, le safran est utilisé comme assaisonnement, parfum, teinture et médicament. Le safran vient du Moyen-Orient,, mais a été cultivé pour la première fois en Grèce.
L'ancêtre sauvage de la fleur de safran domestique est le Crocus cartwrightianus. Des agriculteurs ont élevé des spécimens de C. cartwrightianus en sélectionnant des plantes ayant des stigmates particulièrement longs. À force de croisements, à la fin de l'âge du bronze, une forme mutante de C. cartwrightianus, C. sativus, est apparue en Crète. La première référence au safran a été repérée dans des écrits botaniques assyriens datant de l'ère d'Assurbanipal (VIIe siècle av. J.-C.). On a retrouvé depuis des documents indiquant l'usage du safran sur 4 000 ans dans le traitement de quelque quatre-vingt-dix maladies. Le safran s'est ensuite lentement propagé à travers l'Eurasie, atteignant plus tard l'Afrique du Nord, l'Amérique du Nord et l'Océanie.

## Dans la culture gréco-romaine

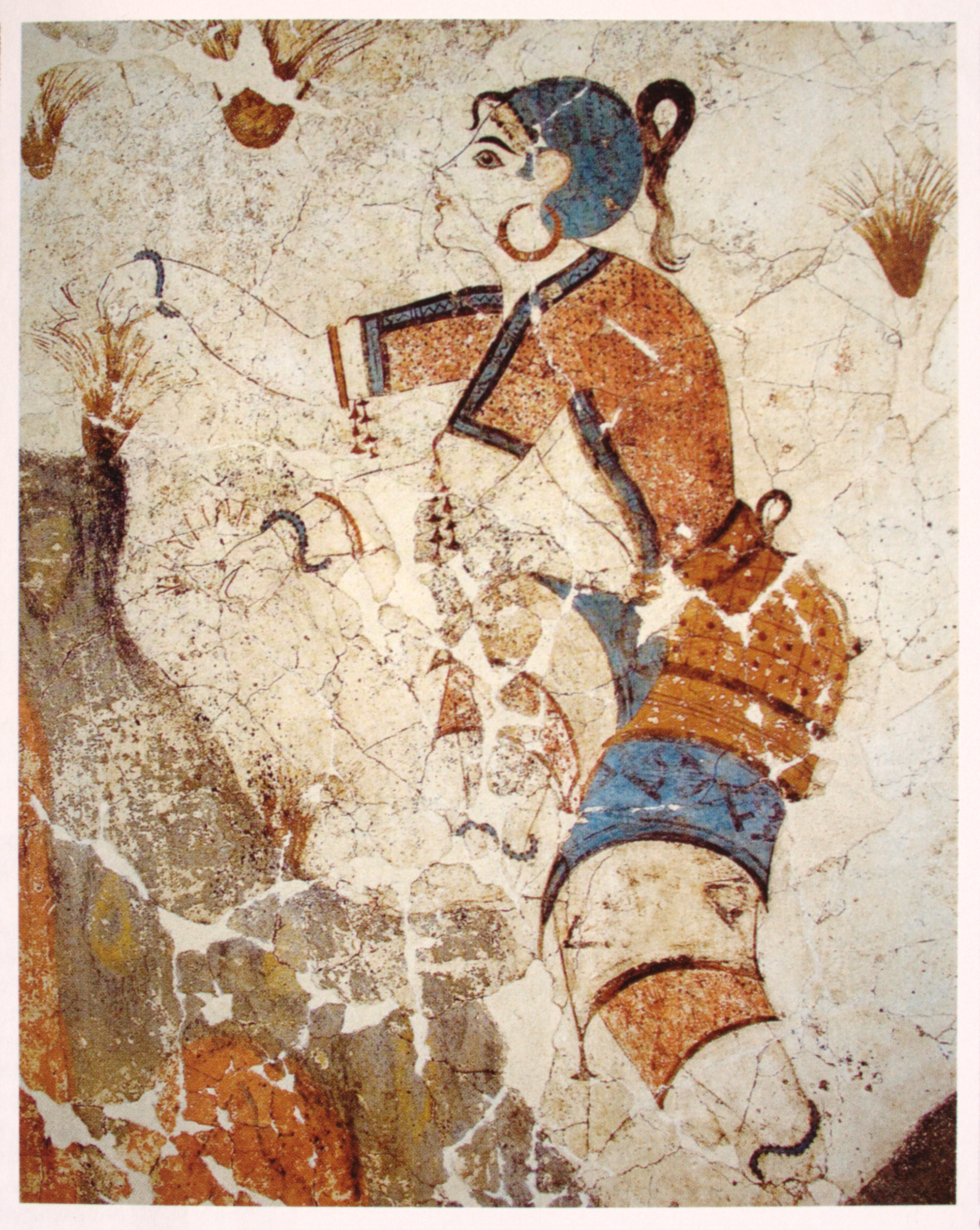
Un détail de la fresque des « Cueilleurs de Safran », sur un mur de l'édifice Xeste 3. Plusieurs fresques représentant le safran ont été découvertes dans les fouilles d'Akrotiri.

Le safran a joué un rôle significatif durant la période classique gréco-romaine (du VIIIe siècle av. J.-C. au IIIe siècle). Néanmoins, la première apparition du safran dans la culture grecque est plus ancienne et remonte à l'âge du bronze. Une récolte de safran est présente sur une des fresques de la Crète minoenne au palais de Knossos, qui dépeint des fleurs ramassées par de jeunes filles et des singes. L'un des sites de ces fresques se trouve dans l'édifice Xeste 3 d'Akrotiri, sur l'île grecque de Santorin (connue aussi en grec ancien sous le nom de Théra). Les fresques de Xeste 3 sont datées de 1600–1500 av. J.-C (plusieurs autres dates ont été données, comme 3000–1100 av. J.-C ou encore le XVIIe siècle av. J.-C.). Elles représentent une déesse grecque supervisant la cueillette de fleurs et la sélection de stigmates qui seront utilisés dans la fabrication d'un médicament. Une fresque au même endroit représente également une femme utilisant du safran pour soigner son pied en sang. Ces fresques de Théra sont les premières représentations picturales exactes d'un point de vue botanique de l'utilisation du safran en tant que plante médicinale. Les terres minoennes de culture de safran d'Akrotiri à Santorin ont été finalement détruites par un terrible tremblement de terre et l'éruption volcanique qui suivit entre 1645 et 1500 av. J.-C. Les cendres volcaniques ensevelirent les fresques du safran, permettant leur conservation.
Des légendes grecques anciennes décrivent des marins sans peur embarquant pour des voyages longs et périlleux dans les terres éloignées de Cilicie, d'où ils pensaient pouvoir ramener ce qu'ils considéraient comme étant le safran le plus précieux du monde. La légende la plus connue sur le safran est celle décrivant l'histoire de Crocus et Smilax : Crocus, jeune et bel homme, suit la nymphe Smilax dans les bois près d'Athènes. Durant leur courte période d'amour idyllique, Smilax est sous le charme de ses avances, puis commence à se lasser de ses attentions. Comme Crocus insiste malgré ses réticences, elle en vient à l'ensorceler, transformant le jeune Crocus en fleur de safran, ses stigmates orange flamboyant symbolisant sa passion immortelle pour Smilax. La tragédie et l'épice seraient évoquées plus tard par Ovide :

« Toi aussi, Celmis, maintenant diamant, jadis très fidèle à Jupiter enfant,
et vous, Curètes, nés d'une pluie abondante, et vous, devenus
petites fleurs, Crocus et Smilax, je vous passe sous silence.
Je retiendrai vos esprits par le charme d'un récit nouveau. »

— Ovide, Métamorphoses

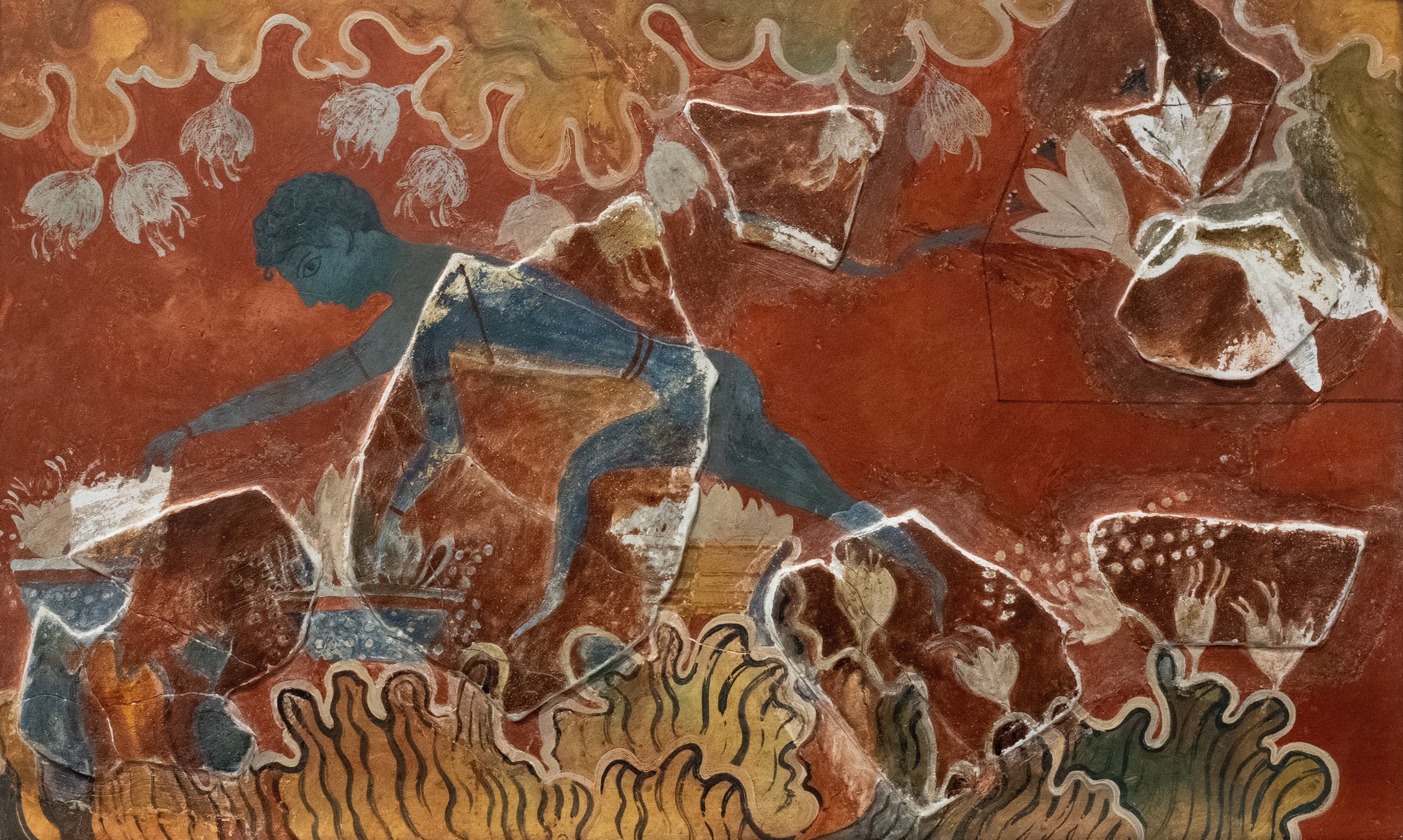
Cette reconstruction inexacte d'une fresque minoenne de Knossos, Crète, représente un homme (au lieu d'un singe) récoltant des fleurs de safran.

Pour les peuples de la Méditerranée antique, le safran provenant de la ville côtière de Soles (Cilicie) était le plus précieux, en particulier lorsqu'on s'en servait en tant que parfums et pommades. Toutefois, des personnalités telles que Hérodote et Pline l'Ancien ont valorisé ses concurrents assyrien et babylonien du Croissant fertile comme étant meilleurs en tant que traitements des maladies gastro-intestinales et rénales. La qualité du safran de l'antre de Korikos, en Cilicie, est mentionnée par certains auteurs antiques (dont Strabon, XIV, 5). La couleur du crocus corycien est mentionnée pour une comparaison dans les Argonautiques d'Apollonios de Rhodes, et ses effluves dans les Épigrammes de Martial.

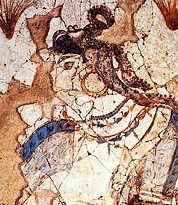
Une déesse grecque (montrée en détail) supervise la fabrication de médicaments à base de safran. Détail de la fresque de Théra sur l'île volcanique de Santorin.

À la fin de l'Égypte ptolémaïque, Cléopâtre verse un quart de tasse de safran dans ses bains chauds pour bénéficier de ses propriétés cosmétiques et de ses qualités de colorant. Elle l'utilise aussi avant de rencontrer des hommes, croyant en ses vertus aphrodisiaques. Les guérisseurs égyptiens emploient le safran comme traitement contre un large panel de maladies gastro-intestinales. Par exemple, quand des maux d'estomac se transforment en hémorragie interne, un traitement égyptien consiste en des graines de fleur de safran mélangées et écrasées avec des restes d'arbre d’aager, de la graisse de bœuf, de la coriandre, et de la myrrhe. Cette pommade ou cataplasme est appliquée sur le corps. Les médecins de l'époque s'attendent à « [l'expulsion du] sang par la bouche ou le rectum qui ressemble à du sang de porc une fois cuit ». Les affections du système urinaire sont aussi soignées via une émulsion oléagineuse de fleurs de safran précoces mélangées à des haricots rôtis ; c'est appliqué localement sur l'homme. La femme ingère une préparation plus complexe.
Dans cette période gréco-romaine, grâce aux Phéniciens, le commerce du safran est largement répandu parmi les Méditerranéens. Leurs clients vont des parfumeurs de Rosette en Égypte, aux médecins de Gaza, en passant par les habitants de Rhodes qui portaient des petits sacs de safran pour masquer la présence de concitoyens malodorants lors de sorties au théâtre. Pour les Grecs, le safran est souvent associé aux courtisanes professionnelles et domestiques connues sous le nom d’hétaïres. De plus, de grandes teintureries de Sidon et Tyr utilisent des bains de safran comme ersatz. Là-bas, les robes royales sont trempées trois fois dans des teintures en pourpre foncé ; pour les robes des prétendants et roturiers, les deux derniers bains sont en fait à base de safran, ce qui éclaircit la teinte pourpre.
Les Grecs et les Romains apprécient le safran pour son usage en tant que parfum et déodorant. Ils le répandent dans les espaces publics tels que des halls et cours royaux ou les amphithéâtres. Quand l'empereur Néron est entré dans Rome, on a répandu du safran dans les rues, les riches Romains prennent tous les jours des bains de safran. Ils emploient le safran comme mascara, mélangent des fils de safran dans leurs vins, l'éparpillent dans les halls et les rues en pot-pourri et l'offrent à leurs divinités. Les colons romains ont emporté du safran avec eux lorsqu'ils s'établirent dans le sud de la Gaule. Il y fut cultivé de manière intensive jusqu'aux invasions barbares de 271 av. J.-C. Diverses théories s'affrontent sur le retour du safran en France, certains évoquant l'arrivée des Maures au VIIIe siècle, d'autres la Papauté d'Avignon au XIVe siècle.

## Dans la culture perse

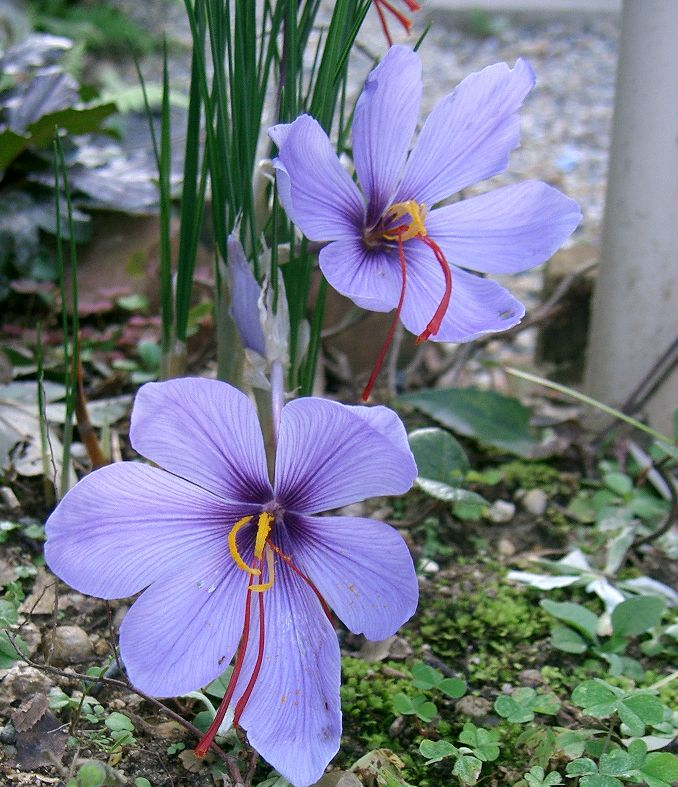
Deux fleurs de safran dans la préfecture d'Osaka au Japon.

Des pigments de safran ont été retrouvés dans les peintures préhistoriques servant au dessin d'animaux sauvages dans de l'art rupestre âgé de 50 000 ans découvert dans l'Irak d'aujourd'hui,. Plus récemment, les Sumériens ont employé le safran comme ingrédient dans leurs remèdes et potions magiques. Ils ne cultivent pas de safran et préfèrent le récolter sur des fleurs sauvages, considérant que seule l'intervention divine octroie les propriétés médicinales du safran. De tels témoignages corroborent le fait que le safran a été en usage bien avant l'apogée de sa culture en Crète durant le IIe millénaire av. J.-C. Le safran est également loué depuis 3 000 ans dans le Tanakh hébraïque pour son parfum suave :

« Tu as la fraîcheur d'un verger de paradis planté de grenadiers aux fruits exquis.
S'y croisent les parfums du henné et du nard, du nard et du safran, du laurier et de la cannelle avec ceux de tous les bois odorants ; »

— Cantique des cantiques
En Perse, le safran (plus particulièrement le cultivar 'Hausknechtii') est cultivé à Derbent et Ispahan au Xe siècle av. J.-C. On a retrouvé là-bas des fils de safran perse entremêlés dans des tapis et linceuls royaux. Le safran y sert aux croyants comme offrande à leurs divinités, mais aussi de pigment jaune éclatant, de parfum et de médicament. Ainsi, des fils de safran y sont éparpillés sur les lits et servis dans des thés chauds pour contrer les accès de mélancolie. En fait, les étrangers sont nombreux à soupçonner que les fils de safran perse utilisés pour épicer nourriture et thés sont des sédatifs et des aphrodisiaques. Ces craintes expliquent l'appréhension des voyageurs à goûter la cuisine perse safranée. Dissous dans l'eau avec du santal, le safran est utilisé en Perse pour laver les corps transpirant après de durs travaux sous le soleil brûlant du pays. Plus tard, le safran perse est abondamment utilisé par Alexandre le Grand et ses armées durant leurs campagnes asiatiques. Ils s'en servent dans le thé et dînent de riz safrané. Alexandre en saupoudre même ses bains chauds. Il croit pouvoir soigner ainsi ses nombreuses blessures, et sa confiance grandit à chaque traitement. Il va jusqu'à recommander les bains au safran à ses subordonnés. Les soldats grecs, sous le charme de ses prétendues vertus curatives, continuent à l'utiliser à leur retour en Macédoine. La culture du safran atteint aussi ce qui est aujourd'hui la Turquie, les récoltes se concentrant autour du nord de la ville de Safranbolu ; cette région est encore connue pour ses festivals annuels autour de la récolte du safran.

## Dans les cultures indienne et chinoise
Il existe plusieurs récits contradictoires à propos de l'arrivée du safran dans le sud et l'est de l'Asie. Certains reposent sur des récits historiques glanés dans des archives perses. Beaucoup d'experts ont montré que le safran, avec d'autres épices, aurait été introduit en Inde grâce aux efforts de quelques dirigeants perses voulant retrouver dans leurs jardins en Inde les plantes de leur région d'origine : ils accomplissaient cela en transplantant des cultivars sélectionnés à travers l'Empire Perse. Selon une autre version, il semble qu'après la conquête du Cachemire par la Perse, des cormes de fleurs de safran ont été transplantés dans de la terre cachemire. Les premières récoltes ont eu lieu quelque part avant 500 av. J.-C.. Les Phéniciens ont commencé dès le VIe siècle av. J.-C. à proposer ce nouveau safran cachemire le long de leurs vastes routes commerciales. Une fois vendu, le safran cachemire est utilisé pour lutter contre la mélancolie et en tant que teinture textile.

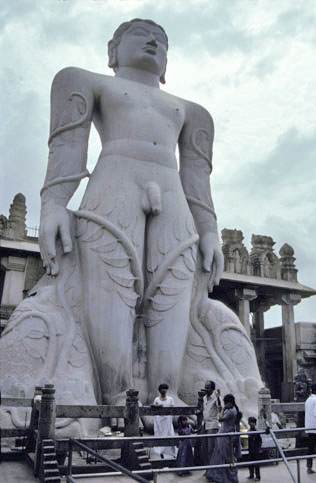
Le monolithe de 17.8 m de Gomateshvara, datant de 978–993 ap. J.-C., est oint de safran tous les 12 ans par des milliers de fidèles, lors de la cérémonie Maha Masthaka Abhisheka.

D'un autre côté, des légendes traditionnelles racontent que le safran est arrivé la première fois entre le XIe et le XIIe siècle ap. J.-C., avec deux ascètes soufis étrangers et nomades, Khwaja Masood Wali et Hazrat Sheikh Sharifuddin, qui voyageaient à travers le Cachemire. Tombés malades, ces étrangers ont quémandé des soins auprès du chef d'une tribu locale. En remerciement et récompense pour l'aide de ce chef, ils lui auraient alors offert des bulbes de fleurs de safran. Depuis ce jour, on adresse à ces deux saints des prières reconnaissantes lors de la saison de récolte du safran à la fin de l'automne. Une chapelle et un tombeau en or leur sont consacrés à Pampore, village indien célèbre pour ses champs de safran. Toutefois, le poète et érudit cachemire Mohammed Yusuf Teng conteste cela. Pour lui, cela fait plus de deux millénaires que le safran est cultivé au Cachemire. On ferait mention de ces anciennes cultures indigènes dans des épopées tantriques cachemires de cette époque.
D'anciens récits bouddhiques chinois de l'ordre monastique Mula-Sarvāstivādin (ou vinaya) exposent une tout autre histoire de l'introduction du safran en Inde. Selon la légende, l'apôtre bouddhiste indien arhat du nom de Madhyantika (ou Majjhantika) a été envoyé au Cachemire au Ve siècle av. J.-C. À son arrivée, il aurait semé les premiers plants de safran de Cachemire. Depuis lors, l'usage du safran s'est répandu à travers le sous-continent indien. En plus de son emploi en cuisine, les stigmates de safran sont également trempés dans de l'eau pour produire une solution dorée utilisée comme teinture textile. Le succès de cette teinture est tel qu'immédiatement après la mort du Bouddha Siddhārtha Gautama, ses moines gardiens ont décrété que le safran serait la couleur officielle des robes et rideaux bouddhiques.
Quelques historiens pensent que le safran est arrivé en Chine avec les envahisseurs mongols provenant de Perse. Le safran est cité dans des anciens textes médicaux chinois, y compris l'important traité médical Bencao gangmu, grand codex d'herbes médicinales (p. 1552–78), un tome datant d'environ 1600 av. J.-C. (et attribué à Shennong) documentant des milliers de traitements à base de plantes médicinales contre différents maux. Cependant, aux environs du IIIe siècle ap. J.-C., les Chinois ont fait référence au safran, indiquant qu'il provenait du Cachemire. Ainsi, Wan Zhen, un expert médical chinois, rapporte que « [l']habitat du safran est le Cachemire, où on le cultive et on l'offre au Bouddha ». Wan a aussi réfléchi sur l'usage du safran à son époque : « La fleur [de safran] fane après quelques jours, et on obtient du safran. Il est prisé pour sa couleur jaune uniforme. Il peut être utilisé pour parfumer le vin ».
De nos jours, la culture du safran s'est répandue en Afghanistan grâce aux efforts de l'Union européenne et du Royaume-Uni. Ils ont conjointement promu la culture du safran auprès des fermiers afghans pauvres et démunis en tant qu'alternative idéale à la production illégale mais lucrative de l'opium, insistant sur le caractère du climat ensoleillé et semi-aride de l'Afghanistan qui est très favorable à la croissance des fleurs de safran.

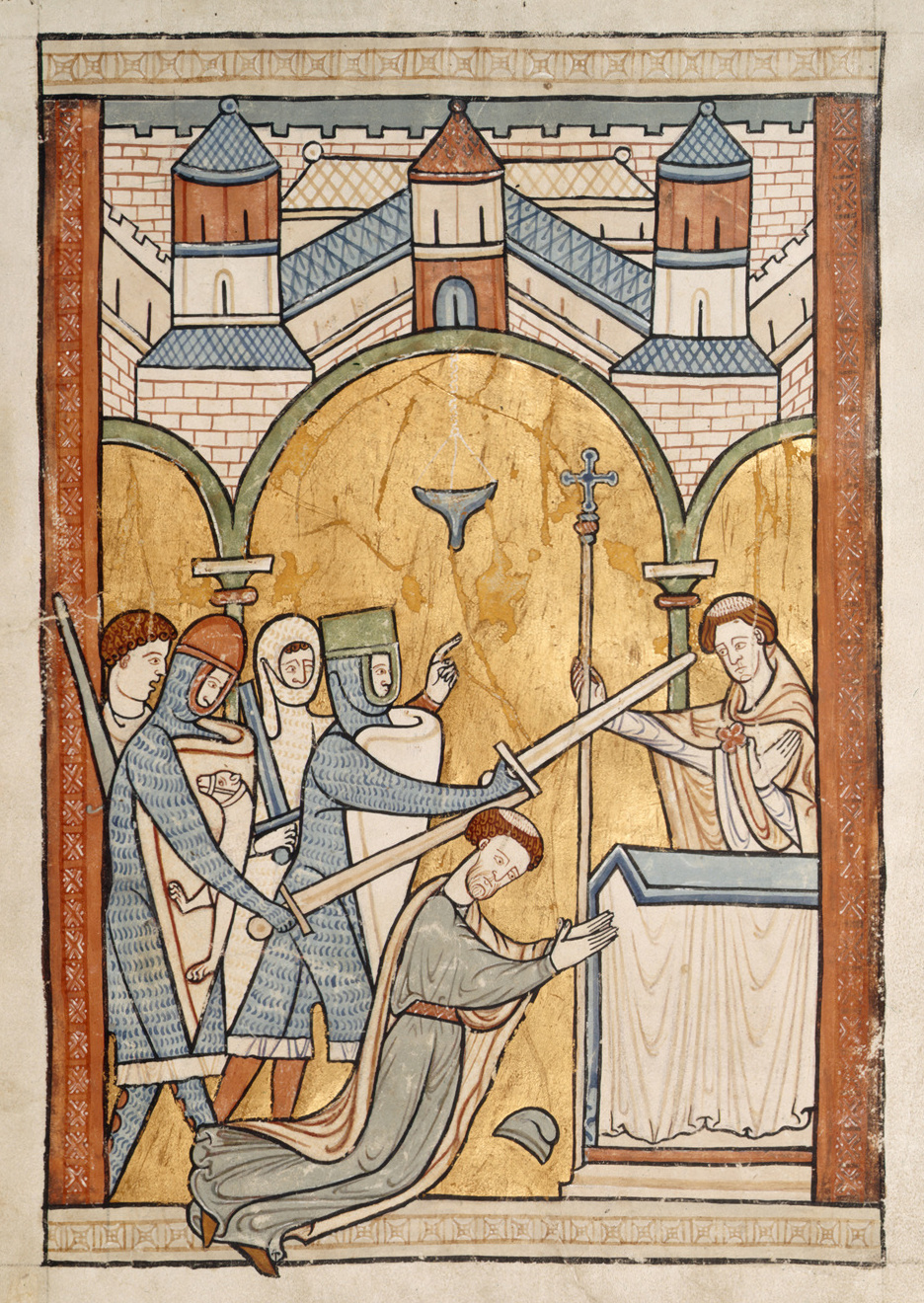
Des manuscrits enluminés médiévaux européens utilisent souvent de la teinture de safran pour fournir des nuances de jaune et d'orange, telles que dans cette peinture du XIIIe siècle représentant l'assassinat de l'archevêque de Cantorbéry Thomas Becket.

## Dans la culture européenne
La culture du safran en Europe a rapidement décliné à la suite de la chute de l'Empire romain. Pendant plusieurs siècles, cette culture se fait rare voire inexistante à travers toute l'Europe. Cette tendance s'inverse quand la civilisation maure s'étend en Afrique du Nord pour s'établir dans la péninsule ibérique, dans une partie de la France et dans le sud de l'Italie. Une tradition à l'historicité douteuse rapporte que les Maures auraient réintroduit des cormes de safran dans le Quercy et la région poitevine après leur défaite contre Charles Martel lors de la bataille de Poitiers de 732. Deux siècles après leur conquête de l'Espagne, les Maures ont planté du safran dans les provinces du sud d'Andalousie, de Castille, de la Manche, et de Valence.
De nombreuses provinces françaises s'adonnèrent la culture du safran, notamment Le Quercy et l'Albigeois, plus gros producteurs en France au XIIIe siècle. On disait que le Safran du Quercy était le meilleur d'Europe puis dans l'Orléanais en concurrence avec le Vaucluse et l'Angoumois. La cueillette du safran, besogne délicate et minutieuse, revenait aux enfants et aux femmes. La première ordonnance régulant le commerce du safran français, est rendue à Blois le 18 mars 1550. Le Livre du Safran, publié à Poitiers en 1568, mentionne que les Allemands achètent chaque automne du safran en Charente pour une valeur de cent mille livres tournoi. En 1698 un édit de Louis XIV en autorise la récolte. Une lettre patente du roi en date de 1772 indique que des inspecteurs du safran seront nommés dans quinze villes françaises, avec entre autres Rouen, Orléans, Pithiviers, Dijon, Avignon, Albi, Cahors, Angoulême et Pont-Saint-Esprit. Une lettre du préfet du Vaucluse en 1808 mentionne "la supériorité du safran à la mode d'orange pour la région de Carpentras. Ce n'est que vers 1850 que le Gâtinais prendra le dessus. Les champs de safran disparaîtront totalement en France après la Première Guerre mondiale. Le Quercy fournira un safran de très haute qualité pendant de nombreux siècles. Il sera vendu sur les marchés et exporté. Les grosses productions vont disparaître mais le safran restera dans les petites exploitations et jardins familiaux qui perpétuent la tradition de nos jours (voir le musée du safran à St Cirq Lapopie)
Quand la Peste noire ravage l'Europe entre 1347 et 1350, la demande pour le safran et sa culture explosent. Il est convoité par les victimes de la peste pour ses propriétés médicinales, mais la plupart des fermiers européens capables de le faire pousser ont été emportés par la maladie, d'où l'arrivée de grandes quantités de safran provenant de terres extra-européennes. Néanmoins, les fils de safran de première qualité des terres musulmanes ne partent jamais pour l'Europe, conséquence des conflits qui éclatent avec le début des Croisades. Des importations qui venaient d'endroits tels que Rhodes ont fourni l'Europe centrale et du nord.

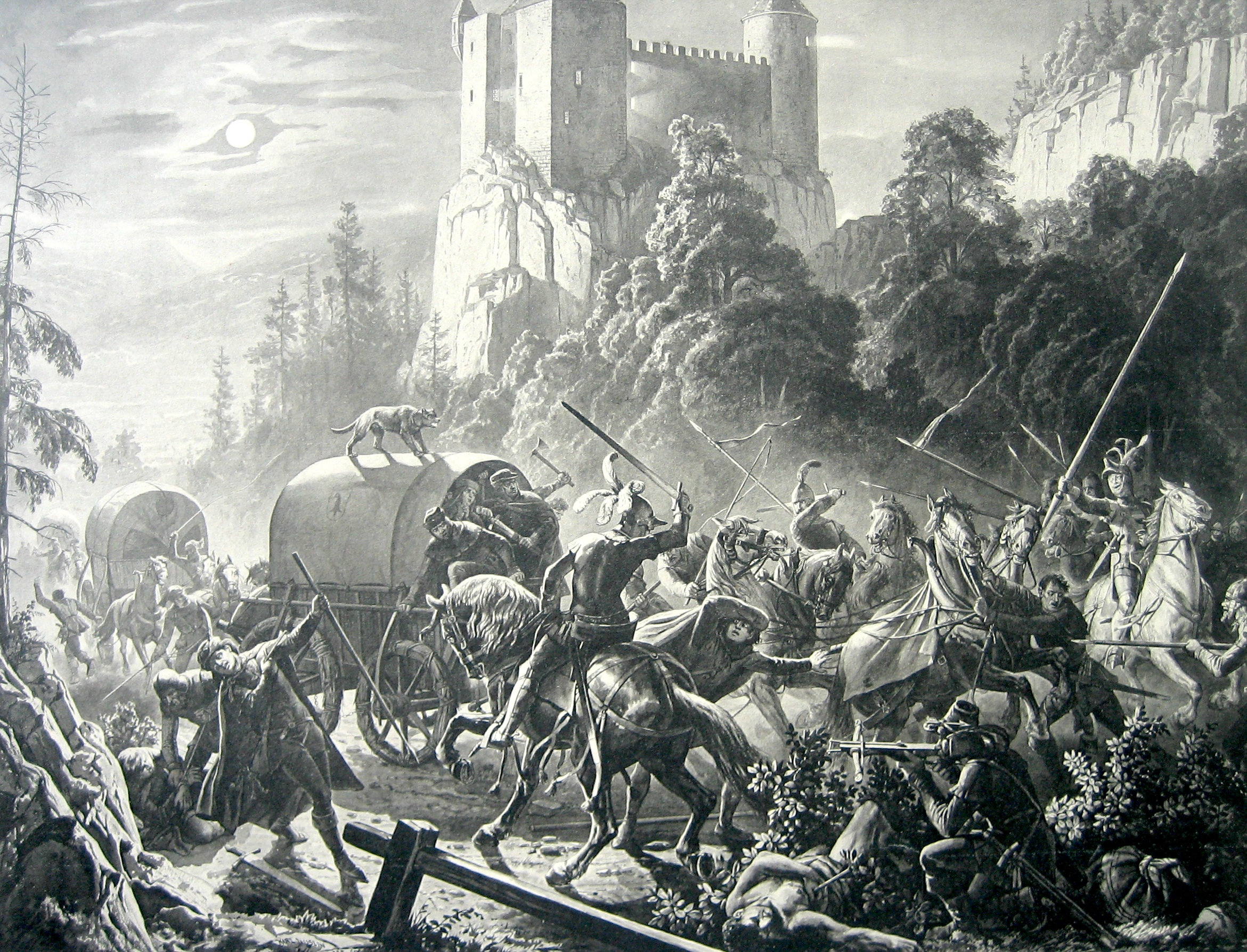
Attaque sur Falkenstein, par le peintre d'histoire Karl Jauslin

Le précieux safran devient l'un des points de friction dans les conflits qui ont éclaté entre la noblesse et une bourgeoisie en plein essor, comme le Conflit du safran ((de) Safrankrieg) de 1374. À la suite du piratage d'une cargaison de 360 kg de safran par des nobles n'ayant pas été récompensés pour une aide qu'ils avaient fournie auparavant, le château Falkenstein (de) (actuellement dans le canton de Soleure, Suisse), où ils se réfugient, subit un siège de quatorze jours à la suite duquel les nobles capitulent, récoltent une forte amende et où les mercenaires les ayant aidés finissent tous décapités. Ce fret de safran, pour la ville de Bâle, serait évalué aujourd'hui à plus de 500 000 $ US (à 30 000 €/kg, son coût dépasse en réalité les 10 M. d'euros) mais servira à dédommager l'effort de guerre, les marchands à qui il était destiné ne recevant finalement que le faible reliquat.
Le commerce du safran au XIVe siècle est le sujet de convoitise, piratage et vol massifs. Les pirates sillonnant les eaux méditerranéennes se détournaient des chargements d'or, leur préférant le safran vénitien et génois en route pour l'Europe. Les Bâlois, conscients de ce problème de piratage, ont par conséquent commencé à développer la culture du safran localement en plantant leurs propres cormes. Après plusieurs années de récoltes de safran abondantes et lucratives, Bâle est devenu très prospère par rapport aux autres villes européennes. Bâle essaie alors de protéger son statut en rendant hors-la-loi l'exportation de cormes en dehors des limites de la ville ; des gardes sont postés pour empêcher les voleurs de cueillir les fleurs ou déterrer les cormes. Malgré toutes ces précautions, pour des raisons mal connues après une dizaine d'années, la culture du safran dépérit, ce qui pousse la ville de Bâle à l'abandonner.

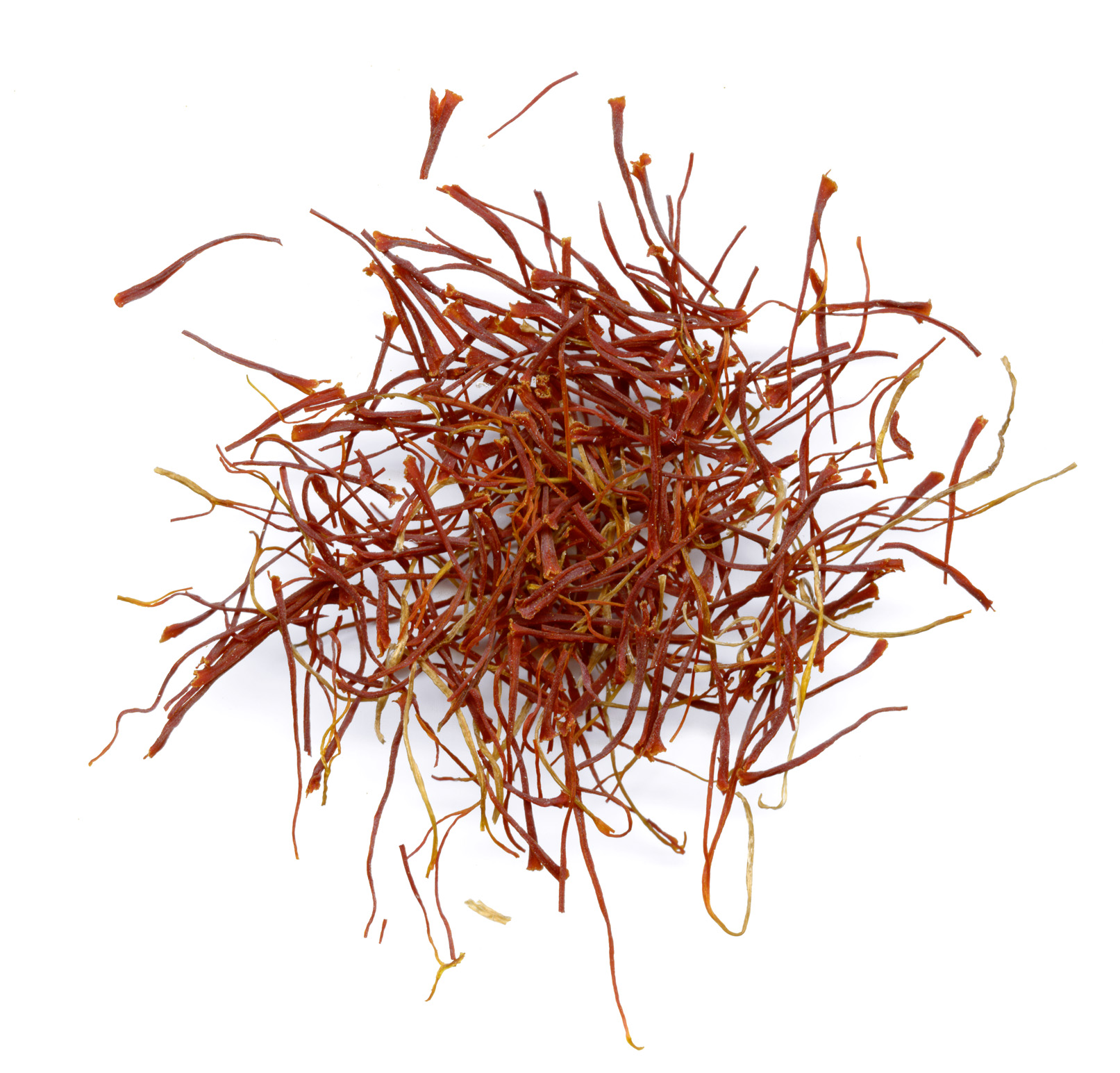
Des fils de safran perse d'Iran.

Le cœur du commerce de safran en Europe centrale s'est déplacé ensuite à Nuremberg, pendant que les marchands de Venise continuent leur domination sur le marché méditerranéen. Là-bas, des variétés de safran d'Autriche, de Crète, de France, de Grèce, de l'Empire ottoman, de Sicile, et d'Espagne sont disponibles. On trouve aussi des spécimens frelatés, certains trempés dans du miel, mélangés avec des pétales d'œillet d'Inde, ou conservés dans des caves humides pour augmenter le poids des fils de safran. Du coup, les autorités de Nuremberg ont été contraintes de signer des arrêts sévères qu'on a regroupés ensuite sous l'expression « code Safranschou », et dont le but est de réguler le commerce du safran. Les frelateurs de safran sont alors condamnés à des amendes, emprisonnés voire condamnés au bûcher.
Peu de temps après, l'Angleterre devient un producteur de safran européen de premier plan. Le safran s'y serait répandu dans les régions côtières de l'est de l'Angleterre au XIVe siècle durant le règne d'Édouard III. Dans les années qui suivirent, le safran a été fugitivement cultivé à travers toute l'Angleterre. En particulier, le Norfolk, le Suffolk et le sud du Cambridgeshire ont été massivement plantés. Rowland Parker rapporte à propos de sa culture dans le village de Foxton aux XVIe et XVIIe siècles qu'elle est « d'habitude [le fait de] gens ayant un petit bout de terre » ; un acre planté de safran peut produire une récolte à hauteur de 6 £, en faisant « une culture très rentable, dès lors que du travail non rémunéré est disponible ; le travail non rémunéré est une des caractéristiques principales en agriculture à l'époque et pour encore deux siècles ».
Néanmoins, à long terme, la culture du safran a seulement survécu dans les terres claires, bien drainées, et calcaires de la campagne au nord de l'Essex. D'ailleurs, la ville d'Essex appelée Saffron Walden a reçu son nom pour refléter son statut de centre en pleine croissance de commerce et de culture du safran. Au départ, son nom était Cheppinge Walden mais il a été changé pour montrer l'importance de cette culture au niveau local ; et aujourd'hui les armoiries de la ville représentent des crocus en fleur. Pourtant, lorsque l'Angleterre est sortie du Moyen Âge, des sentiments puritains grandissants et des nouvelles conquêtes à l'étranger compromettent l'usage et la culture du safran anglais, les puritains influents étant partisans d'une nourriture plus austère, simple et non épicée. Parallèlement, un afflux d'épices supplémentaires d'Orient sur un marché des épices en pleine croissance permet aux amateurs d'épices, anglais voire européens, d'avoir plus de choix dans leurs assaisonnements.
Cette tendance est plus tard documentée par le révérend William Herbert, curé-doyen de Manchester. Il a collectionné des échantillons et compilé beaucoup d'informations sur tous les aspects de la fleur de safran. Il s'inquiète de la baisse continue de la culture du safran tout au long du XVIIe siècle et à l'aube de la révolution industrielle. Une des causes de ce déclin se trouve dans l'introduction en Europe de cultures faciles à développer telles que le maïs et la pomme de terre, qui récupèrent régulièrement les terres réservées auparavant aux cormes de safran. De plus, l'élite qui compose traditionnellement la majeure partie du marché du safran s'en désintéresse au profit de nouveaux arrivants exotiques tels que le chocolat, le café, le thé et la vanille. En fait, une culture significative du safran ne se trouve plus maintenant que dans le sud de la France, de l'Italie, et de l'Espagne, le safran ayant été très bien assimilé dans leurs cultures locales.

## Dans la culture nord-américaine

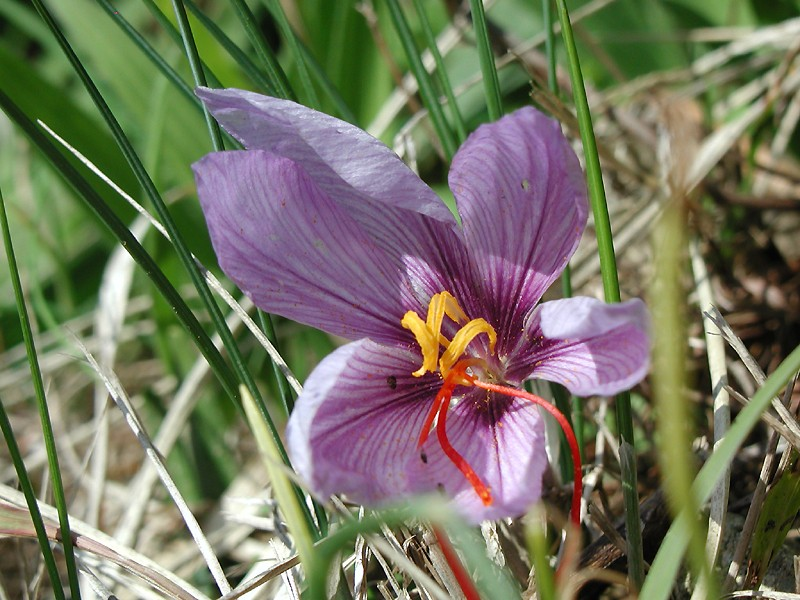
Une fleur de safran.

Le safran arrive en Amérique avec les milliers d'Alsaciens, d'Allemands, de Suisses anabaptistes, de Frères de Brethren et autres qui ont fui les persécutions religieuses en Europe. Ils se sont installés pour la plupart dans l'est de la Pennsylvanie, dans la vallée du fleuve Susquehanna. Vers 1730, ces colons, connus ensuite sous le nom de Pennsylvania Dutch, cultivent beaucoup de safran dont les bulbes ont traversé l'Atlantique pour la première fois dans les malles de disciples allemands de l'Église Schwenkfeldienne. Ces derniers adorent le safran et le cultivent de retour en Allemagne. Très vite, le Pennsylvania Dutch saffron inonde le marché des colons espagnols aux Caraïbes, une demande soutenue extérieure lui assurant une cote élevée à la Bourse de Philadelphie, rivalisant avec le niveau de l'or.
Cependant, en 1812, la seconde guerre d’indépendance détruit la plupart des navires de commerce exportant le safran américain dans le monde. Les producteurs de safran pennsylvanien doivent alors gérer leurs excédents, les échanges commerciaux avec les Caraïbes n'ayant jamais recouvré leur niveau d'avant. Malgré tout, les cultivateurs Pennsylvania Dutch utilisent le safran de manière très variée dans leur cuisine maison, gâteaux, nouilles, et plats à base de poulet ou truite. La culture du safran, qui a traversé les temps modernes, est encore présente dans le comté de Lancaster en Pennsylvanie.

## Dans la culture Algérienne

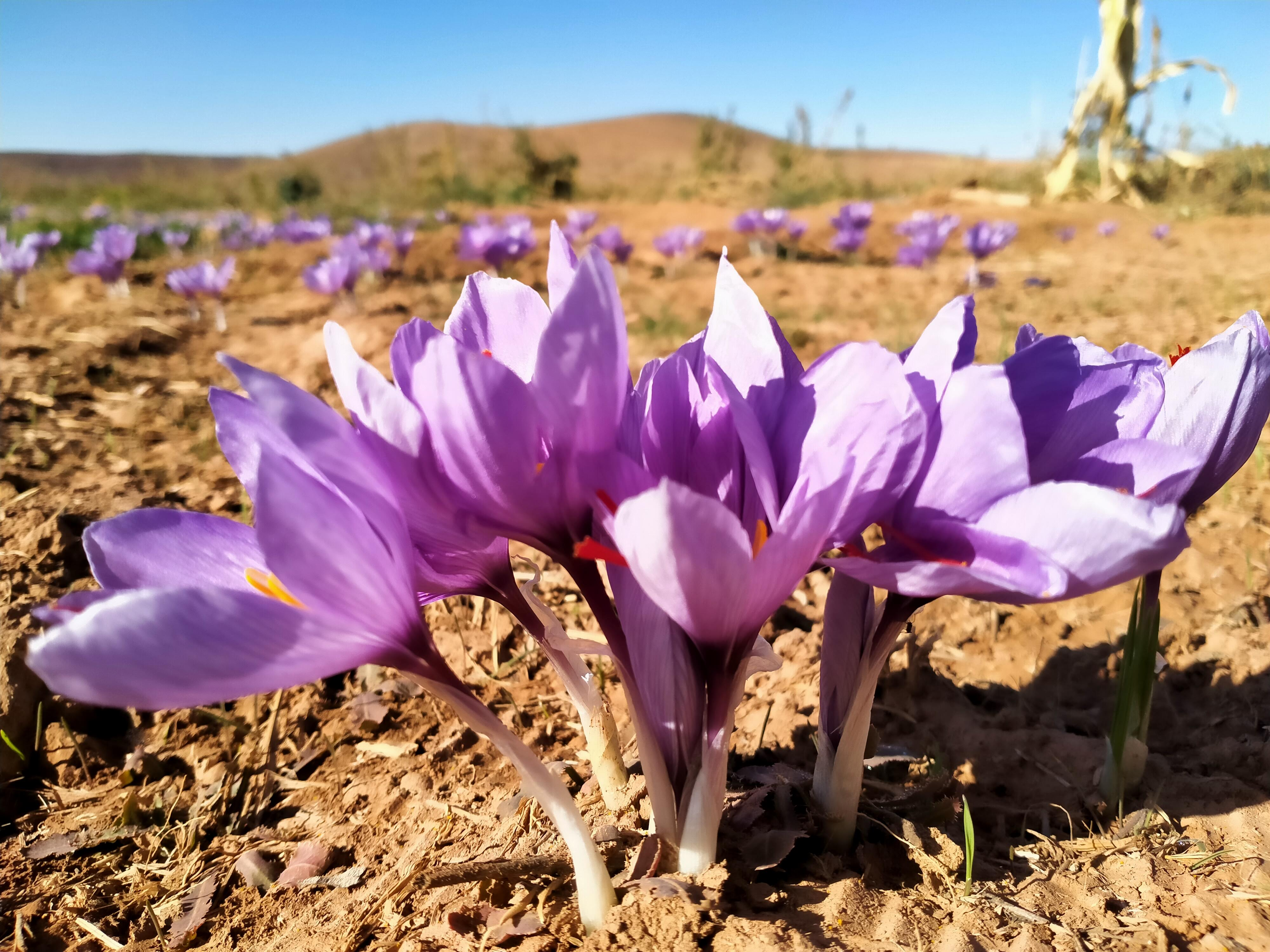
Fleur de safran au Maroc

Au IXe siècle, les arabes ont introduit l'épice du safran en Afrique du nord et en Espagne.   
La culture du safran dans les zones montagneuses de l'Algérie s'avère être un succès économique, offrant des perspectives prometteuses. Avec des conditions climatiques favorables et des coûts de production peu élevés, cette culture offre des opportunités de revenus supplémentaires pour les agriculteurs locaux, en particulier les femmes.  
La culture du safran lancée en 2009 à Khenchela a dépassé le stade de l’expérience. Elle est une véritable culture existante dans 40 wilayas aujourd’hui. Avec la sécheresse et les conséquences des changements climatiques, la culture du safran est une excellente alternative, notamment dans le développement des zones rurales .  